# Зелен цвят
Зеленото е основен цвят от бялата слънчева светлина, намиращ се между синьото и жълтото в небесната дъга, разпознаваем от човека предимно в растенията.
Преходен цвят между студените и топли тонове в изобразителното изкуство. Зеленото е вторичен цвят - съчетание между синьо и жълто, подобно на цветове като оранжево и лилаво.

## Оттенъци на зеленото
- Тюркоазено
- Изумрудено
- Аквамарин
- Маслинено